# Sergio Valle Duarte
Sergio Valle Duarte, conosciuto anche come Sergio Duarte (San Paolo, 26 settembre 1954), è un artista e fotografo brasiliano.

## Biografia
Autodidatta, vive e lavora a San Paolo.
Dal 1972 al 1974 lavora come attore in spot commerciali per Campari e Nestlé.
A causa della dittatura militare, giovanissimo, nel 1976 lascia il Brasile per trasferirsi a Londra dove inizia a lavorare come assistente presso la Rex Features International Photographic Press Agency.
Dal 1977, come fotografo freelance, segue i gruppi musicali The Who, Tangerine Dream, Genesis, Deep Purple, ZZ Top. Lo stesso anno, la rivista Geração Pop (Editora Abril), pubblica un suo servizio fotografico exclusivo sui Rolling Stones che Duarte realizza a Londra. Successivamente, dal 1978 al 1990, collabora, in Europa e Sud America, con le riviste Claudia, Playboy, Vogue, Sony Style, con The Image Bank, l'archivio fotografico Getty Images (1980 - 2005) e con le riviste di arte fotografica Collector's Photography Stati Uniti d'America junho agosto 1987 - Zoom Francia Special Brasile 2, edição 121 abril 1984 - Zoom Italia, Edição 61, junho 1986 e edição 139, novembro dezembro 1995 - Newlook Francia, edição 26 outubro 1985 - Newlook Stati Uniti d'America Edizione Anniversario di Maggio 1986 - Playboy Brasile edição 124, novembro 1985.

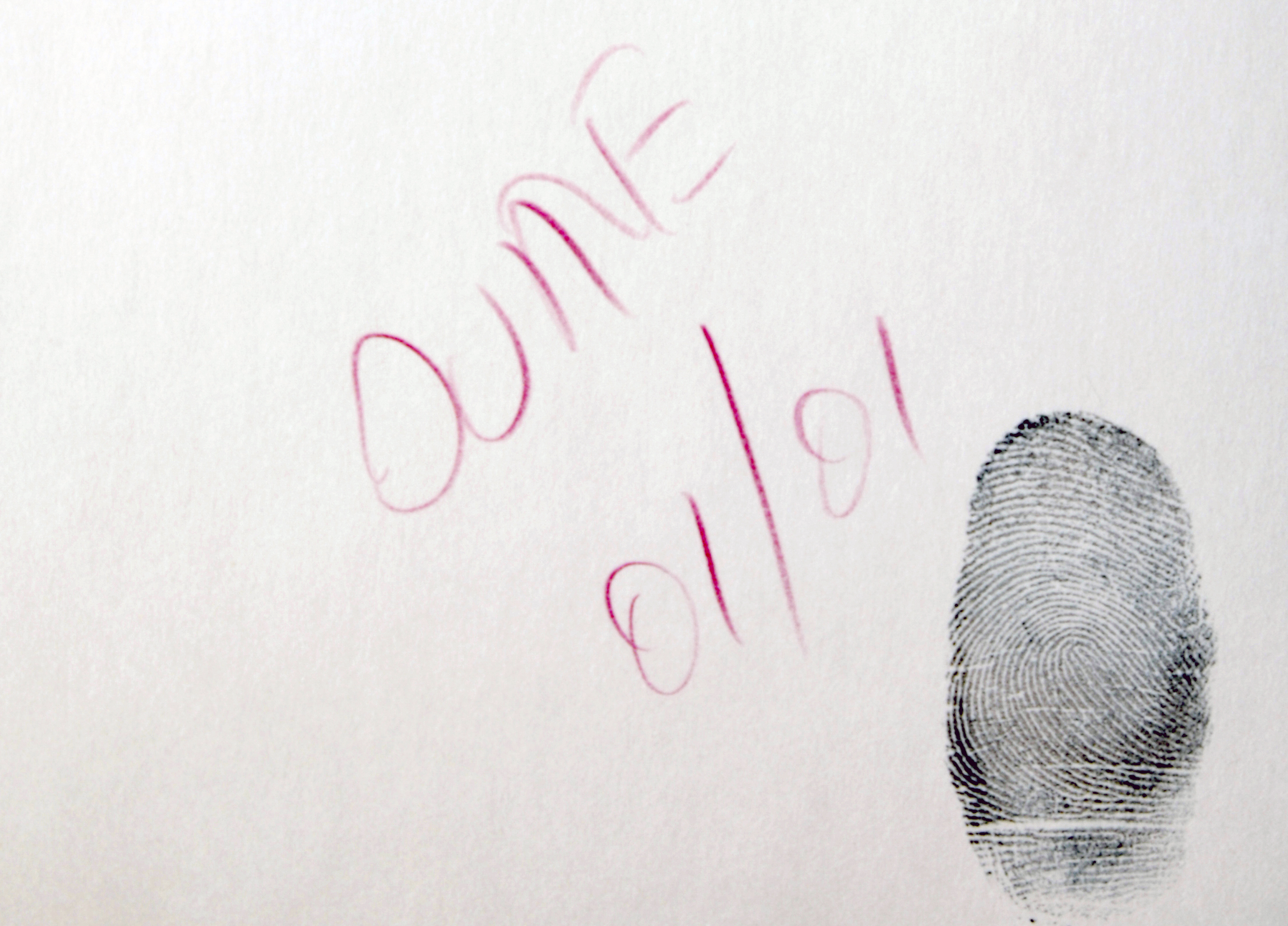
Firma, autentica ogni suo lavoro con l'impronta del pollice.

Come artista multimediale, sin dal 1970, ha partecipato alla visionaria mostra multimediale "Art New Media Multimedia 70/80" con il Progetto Oil Video a Armando Alvares Penteado Foundation, a cura Deysi Piccinini, la mostra " La trama del Gusto " un altro sguardo al quotidiano, l'installazione Julio Plaza " divertimento elettronico" con il progetto "Video Ipnosi " presso la Fondazione Biennale , San Paolo, 1985 e la Prima Foto Quadriennale a cura di Paulo Klein nella Museum of Modern Art di San Paulo, 1985. Duarte lavora sperimentando nuove tecniche, anche utilizzando immagini elettrografiche. In anticipo, con questa sua ricerca, intuisce la lettura completa del DNA e a escritura nel futuro; ai suoi ritratti annette fili di capelli dei suoi modelli per consentire loro una eventuale futura clonazione., come testimonia la top model brasiliana Gianne Albertoni Vicente. Questa serie, che prende il nome di "Eletrografias e Fotografias com Fios de Cabelo para Futura Clonagem " (Elettrografie e Fotografie con Fili di Capelli per la Futura Clonazione),(Bio-Arte) è presente in numerose collezioni pubbliche in Europa e Sud America.

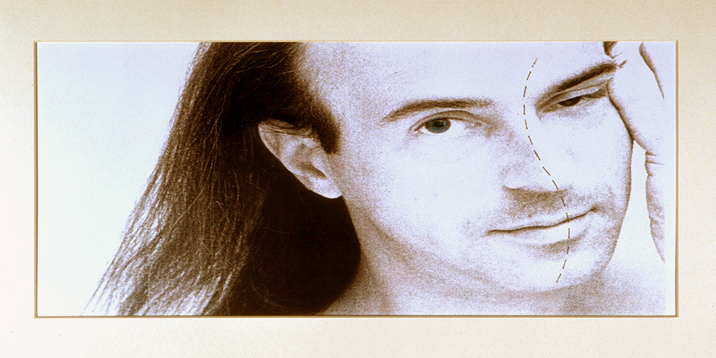
(Yin-Yang 1988) Bio-Arte su elettrografia

A causa di una perdita nel tetto dello studio dell'artista a Via Primavera durante un temporale estivo negli anni novanta, gran parte del lavoro è stato distrutto, è raro trovare opere di questo periodo.
Ispirato alla tradizione surrealista, l'originalità di Sergio Duarte risiede nella fantasia cromatica e nella ricchezza dei dettagli della sua opera. Irreverente, ma lontano da toni drammatici, con una giocosa ironia le sue opere, sempre in movimento, danzando, volando, contorcendo, quasi vogliano uscire dall'inquadratura. L'artista è solito autenticare ogni suo lavoro con l’impronta del pollice.
Dal 1970, Duarte dedica il suo lavoro di ricerca e di espressione personale interpretando liberamente temi sacri e profani.

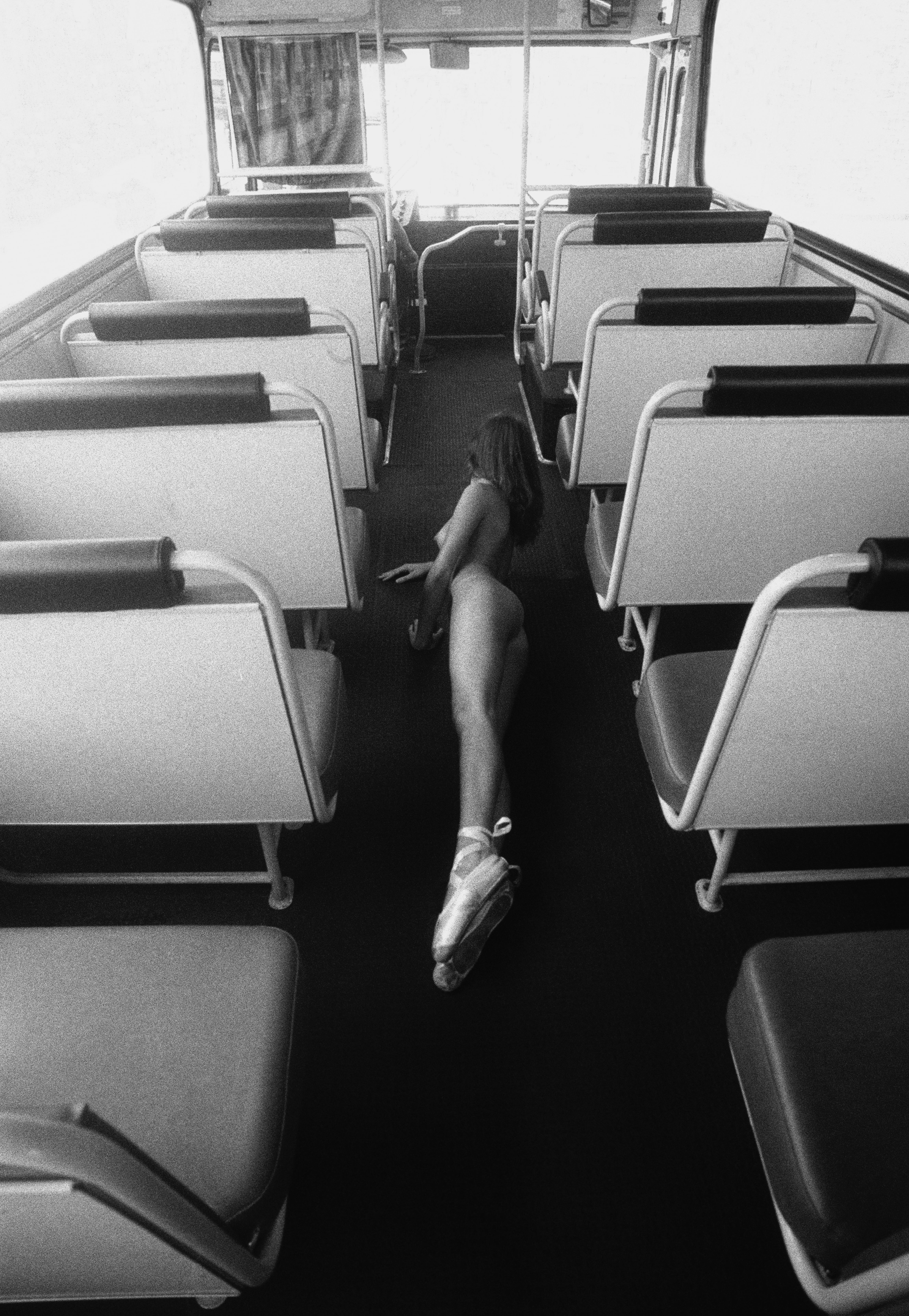
Il sogno di Conduttore 1985 Collezioni Museo d'Arte Moderna di San Paolo

## Collezioni pubbliche
- Museo d'Arte Moderna di San Paolo[7],[8] Brasile.
- Itaú Cultural[8], San Paolo, Brasile.
- Museo d'Arte Moderna di Rio de Janeiro[9], Rio de Janeiro, Brasile.
- Museu de Arte Brasileira da Fundação Armando Alvares Penteado, San Paolo, Brasile.
- Museo Afro Brasil, San Paolo, Brasile.
- Yokohama Museum of Art[9], Yokohama, Giappone.
- Musée Français de la Photographie, Bievres, Francia.
- Musée de l'Elysée[9], Losanna, Svizzera.
- Museum für Fotokopie, Mülheim, Germania.
- Auer Photo Foundation[10], Ginevra, Svizzera.
- Collezioni Gilberto Chateaubriand, Museu de Arte Moderna do Rio de Janeiro, Brasile.
- Collezioni Bert Hartkamp, Amsterdam, Paesi Bassi.
- Collezioni Joaquim Paiva, Museu de Arte Moderna do Rio de Janeiro, Brasile.
- Museo de la Solidaridad Salvador Allende Santiago del Cile, Cile.
- Museo Internacional de Electrografia, MIDE, Cuenca, Spagna.
- Centro Nacional de Investigación, Documentación e Información de Artes Plásticas Cidade do México, Messico.

## Galleria d'immagini

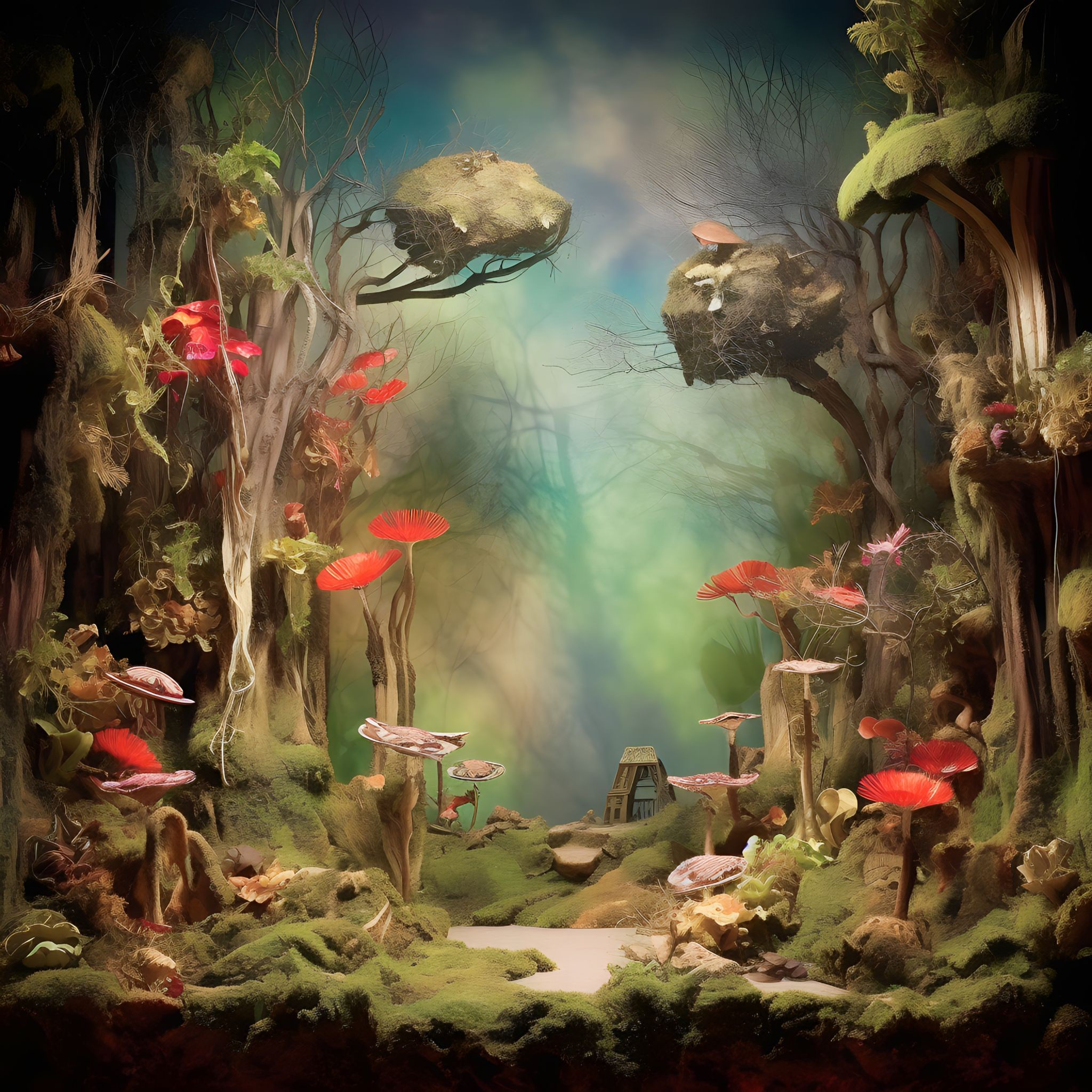
Location fittizia, prompt di Sergio Valle Duarte - A.I.
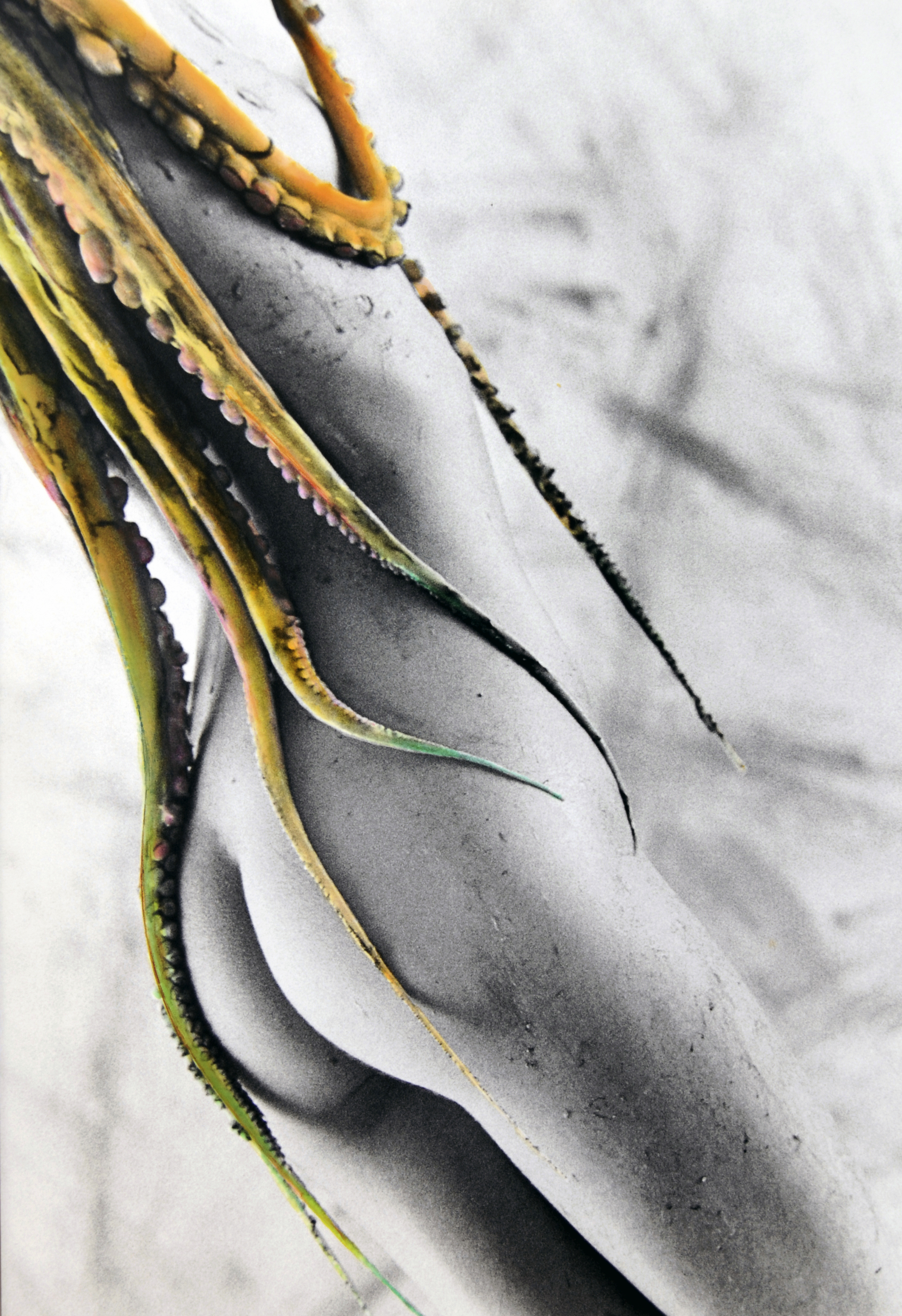
Rileggere il sogno di Fisherman's Wife 1988.
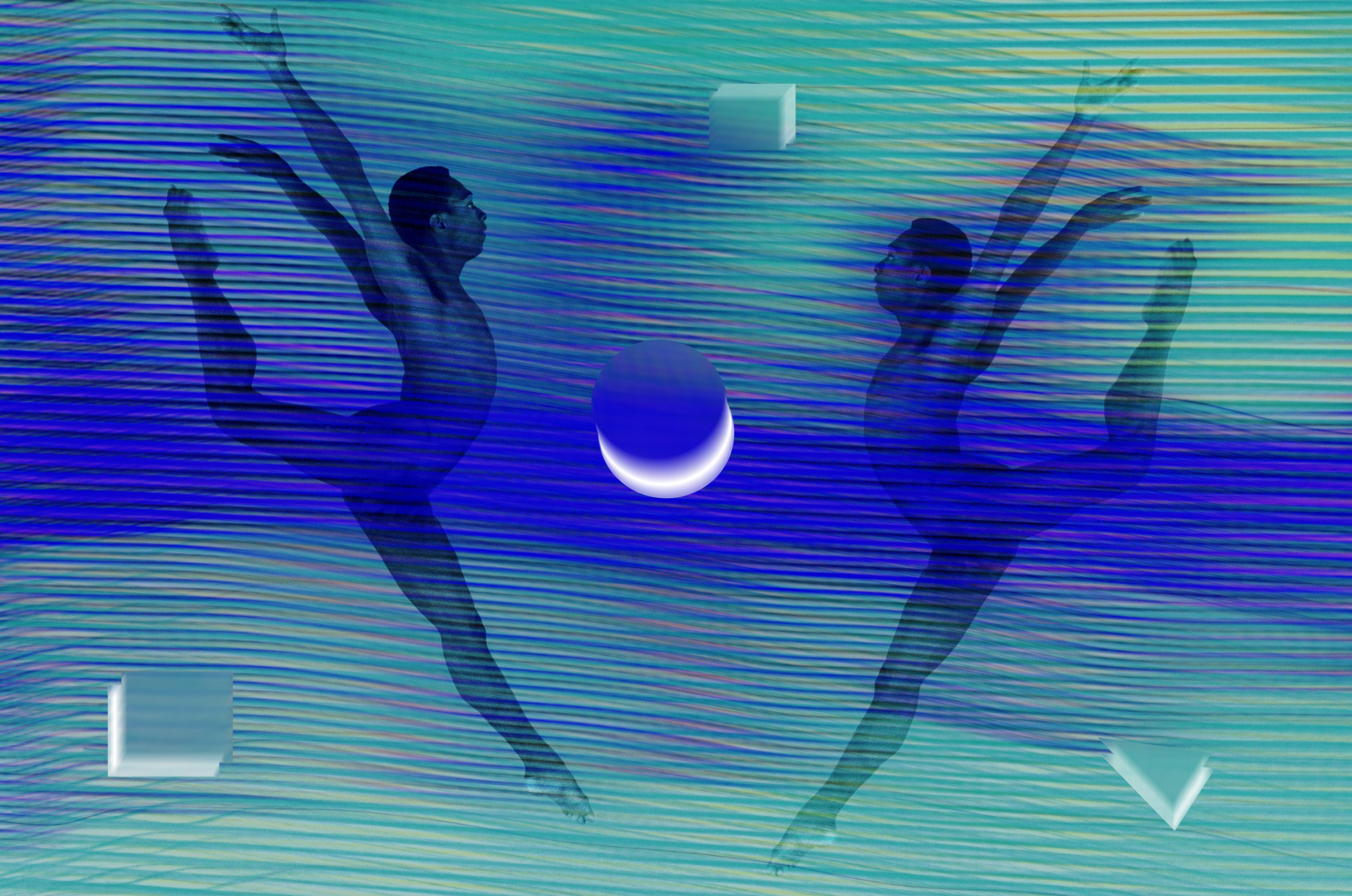
Cloning - Gemelli 1990
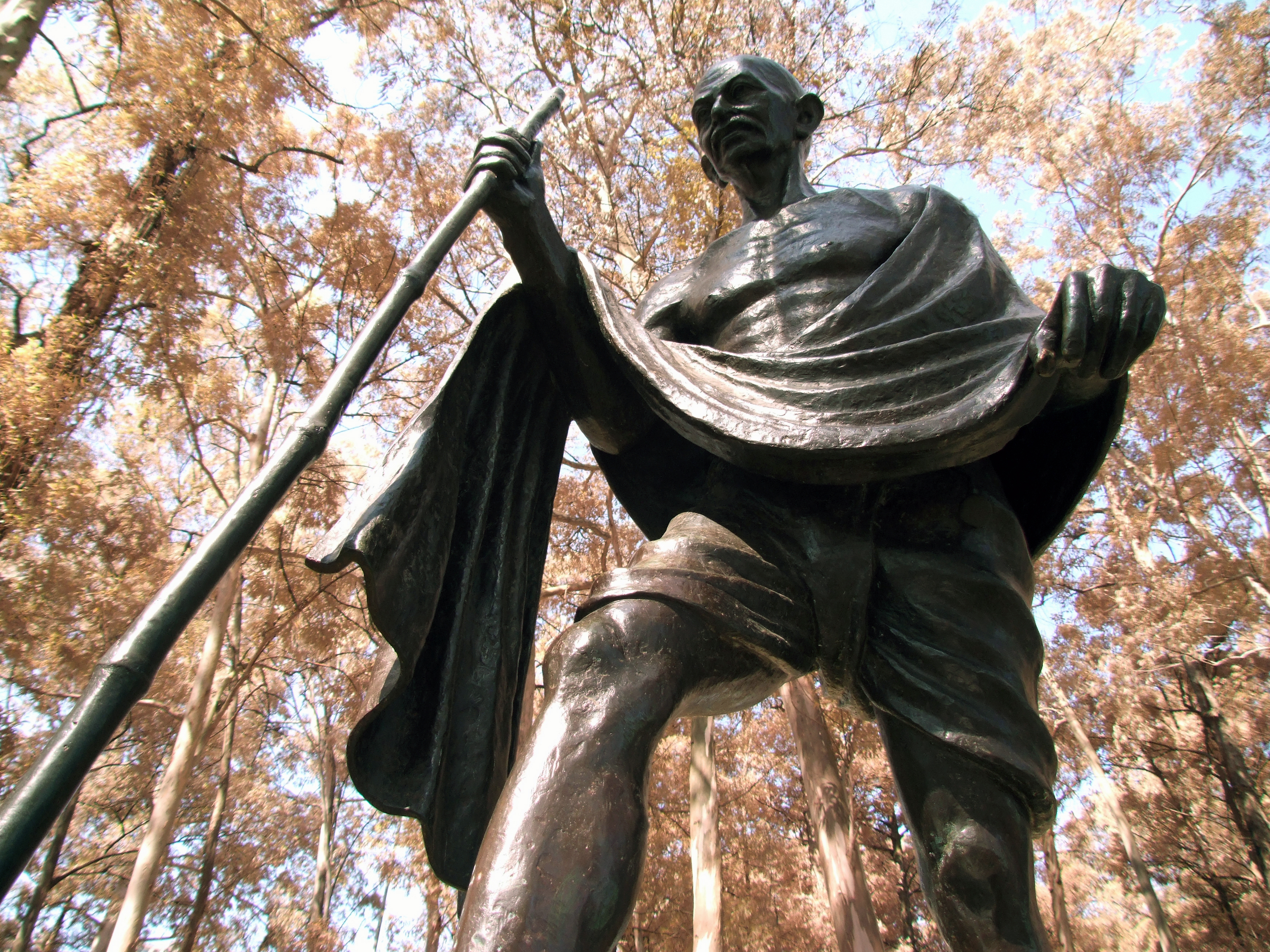
Gandhi, San Paolo, opera Gautam Pal 2006.
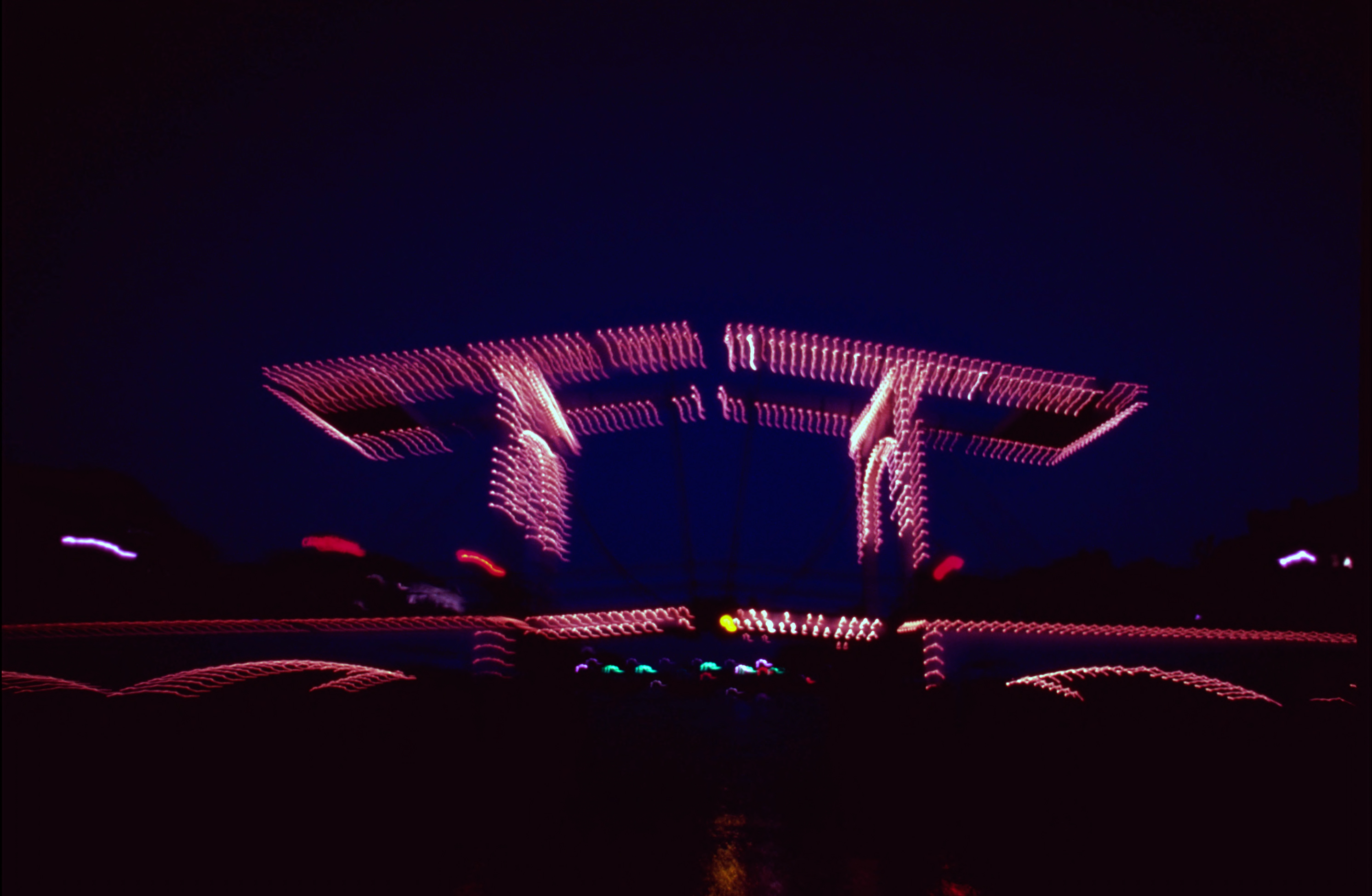
Magere Brug Amsterdam, Skinny Bridge, 1988
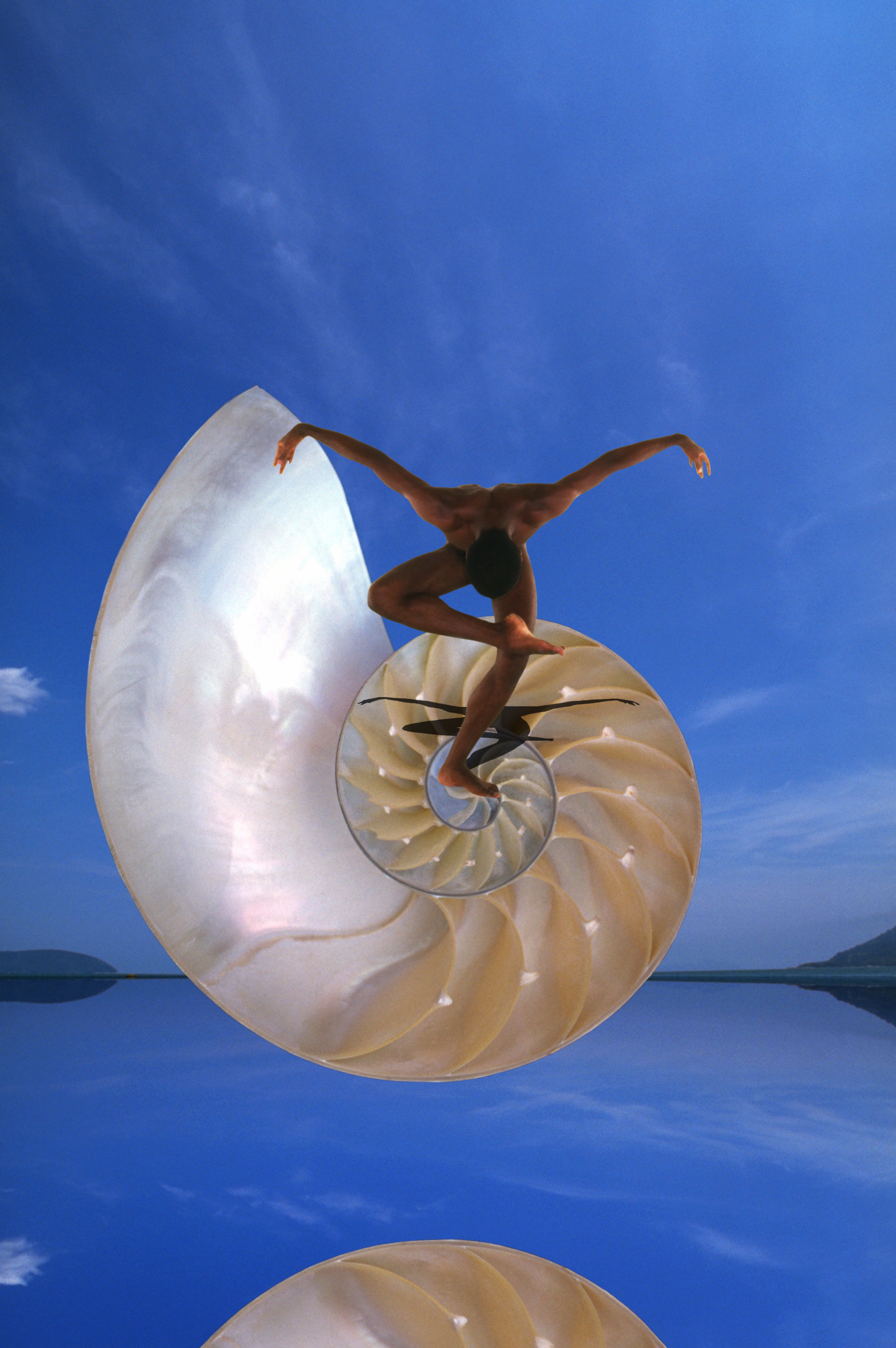
A Venera 1996
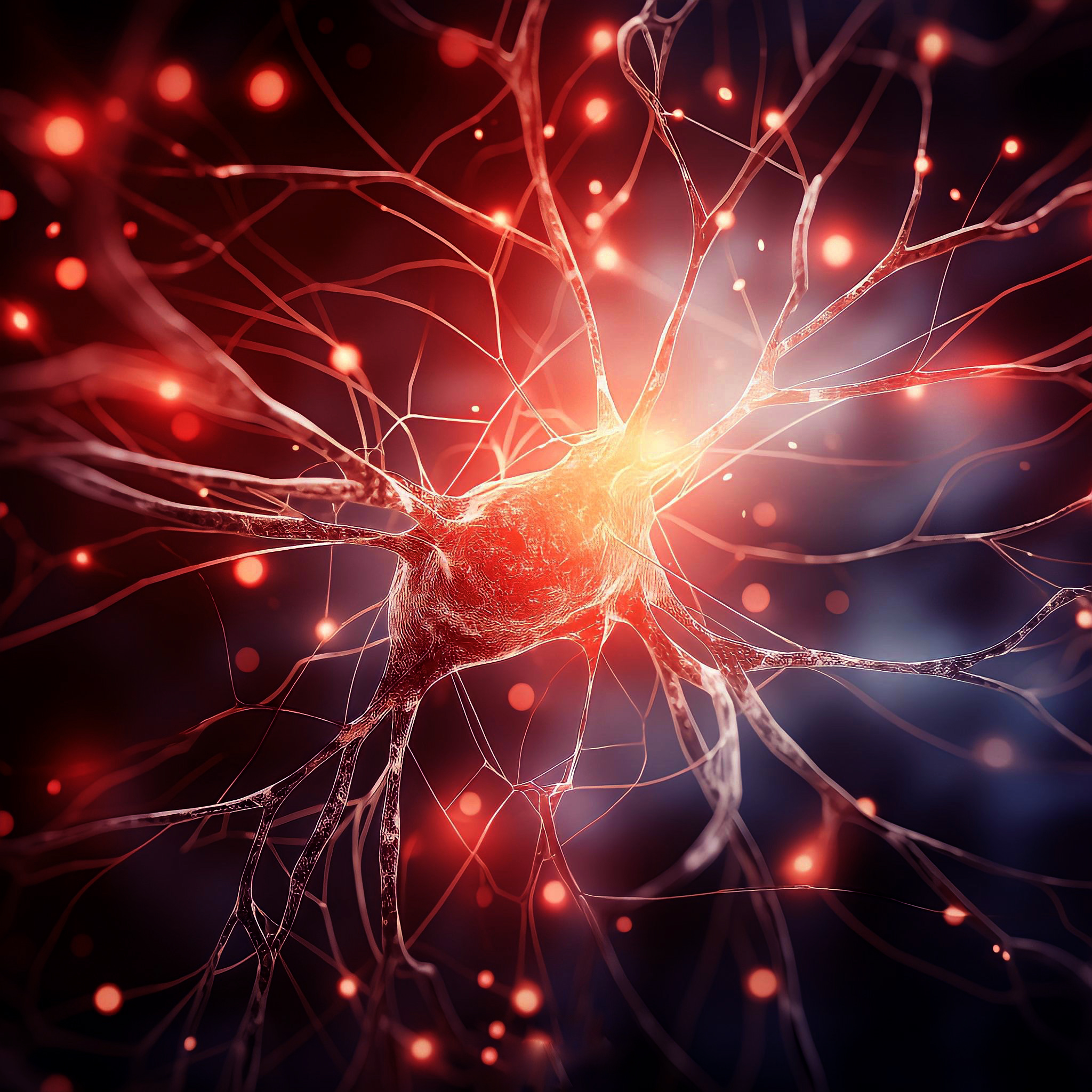
orgasmo sinapsi...
Un momento Meraviglia 1980. Olio su tela.
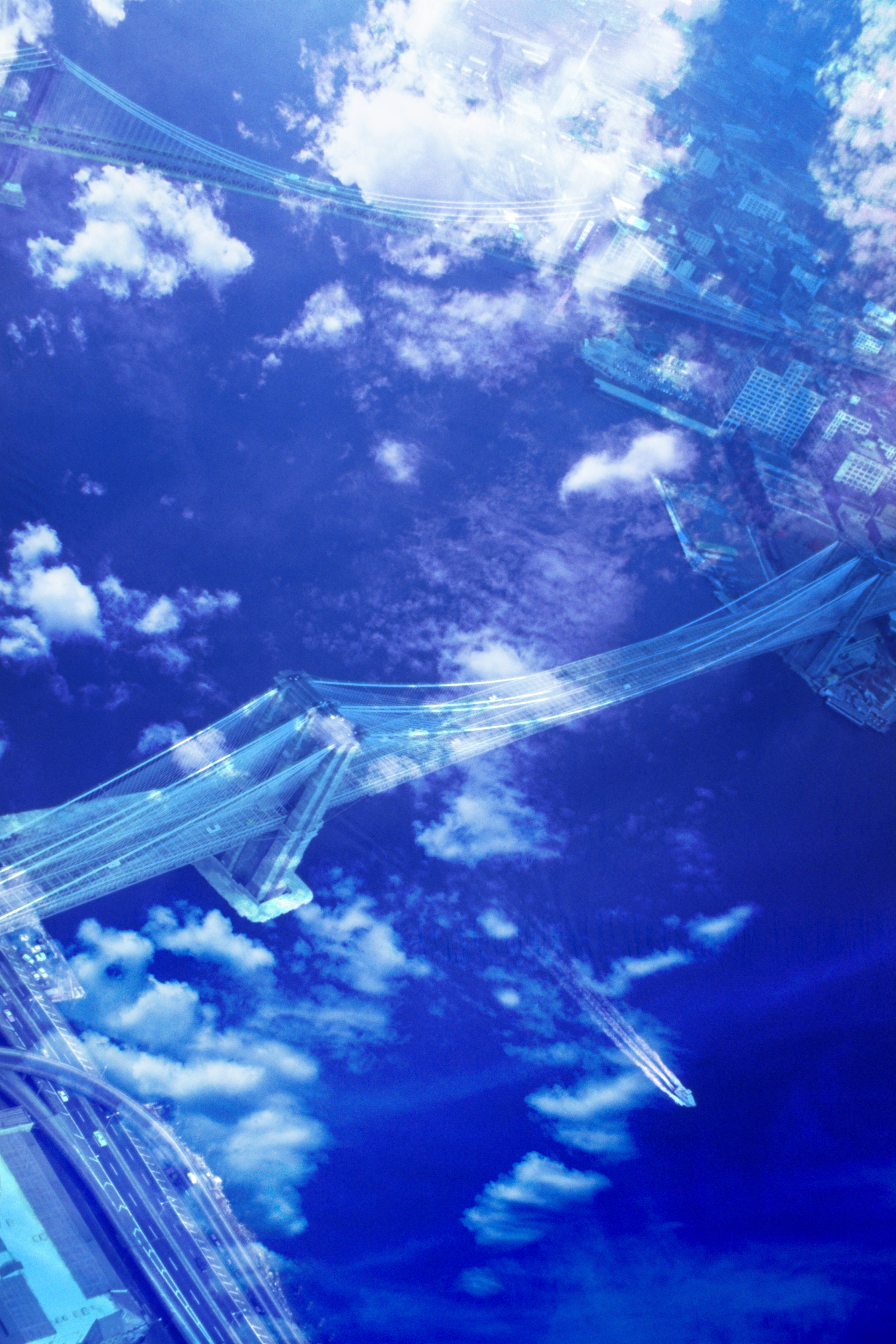
Analog Aerial - Manhattan - Brooklyn Bridges, New York 1980.
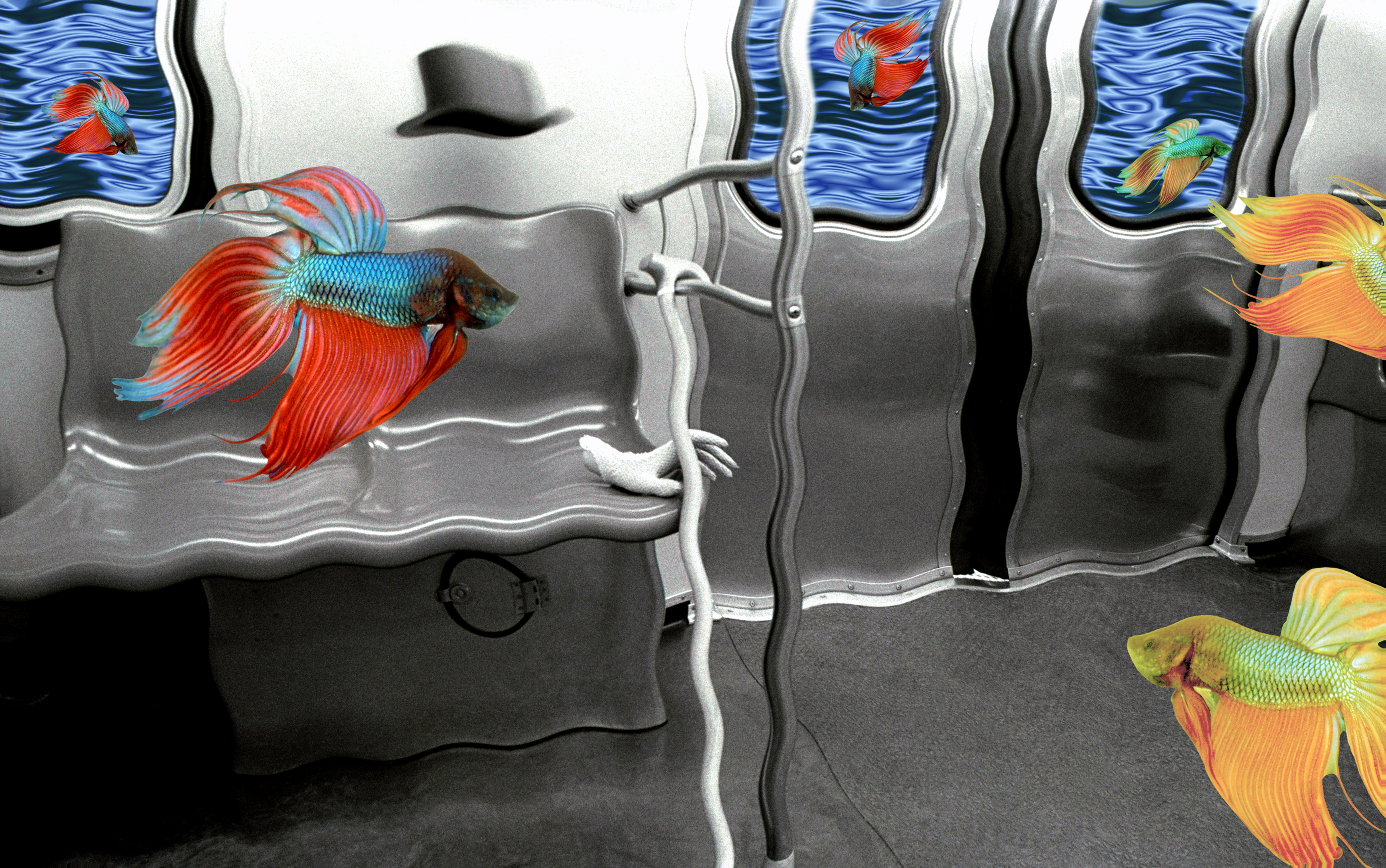
Sergio Valle Duarte Tra Amici 1994 - 1996.
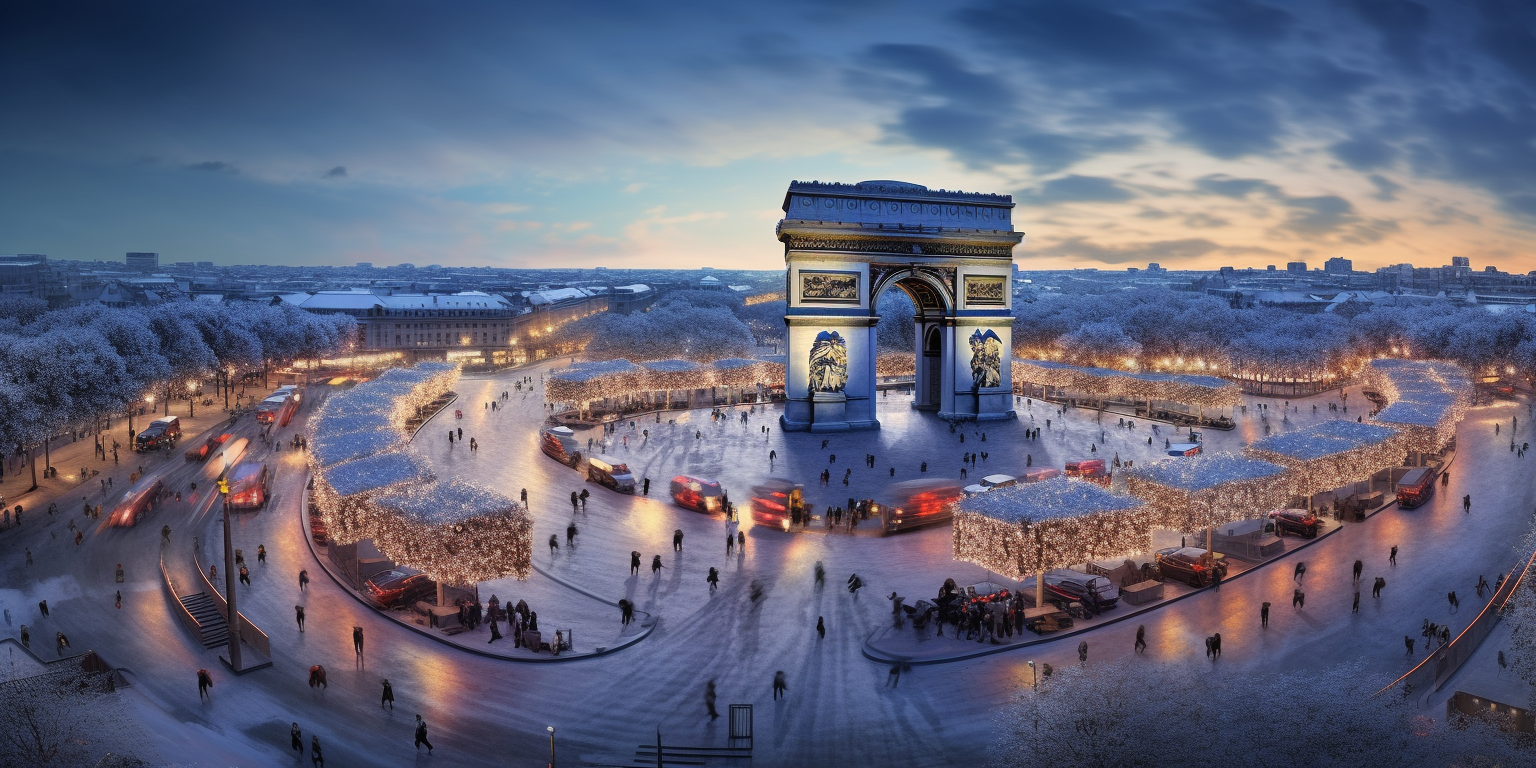
Christmas at Arc de Triomphe 2023
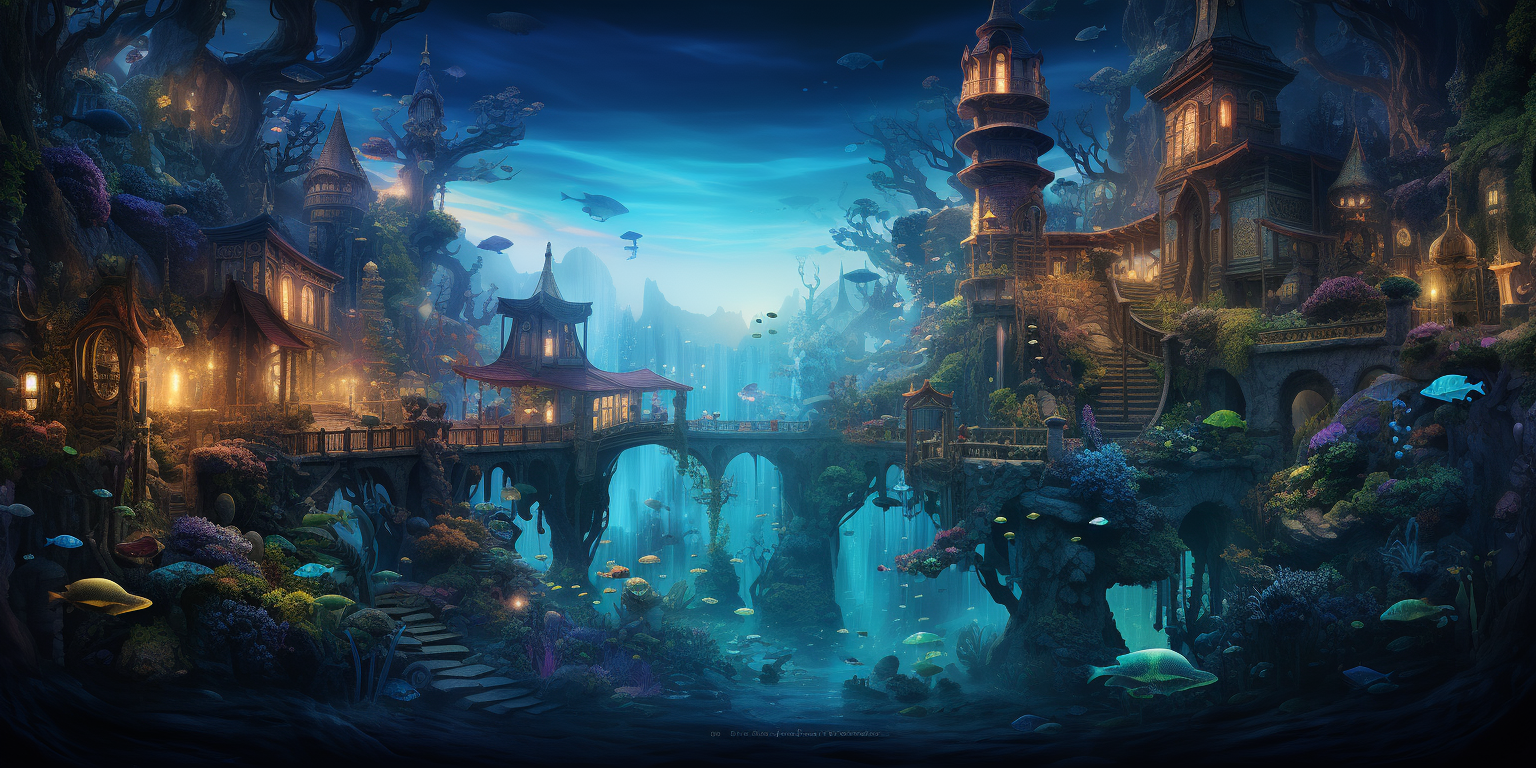
1 Atlantis
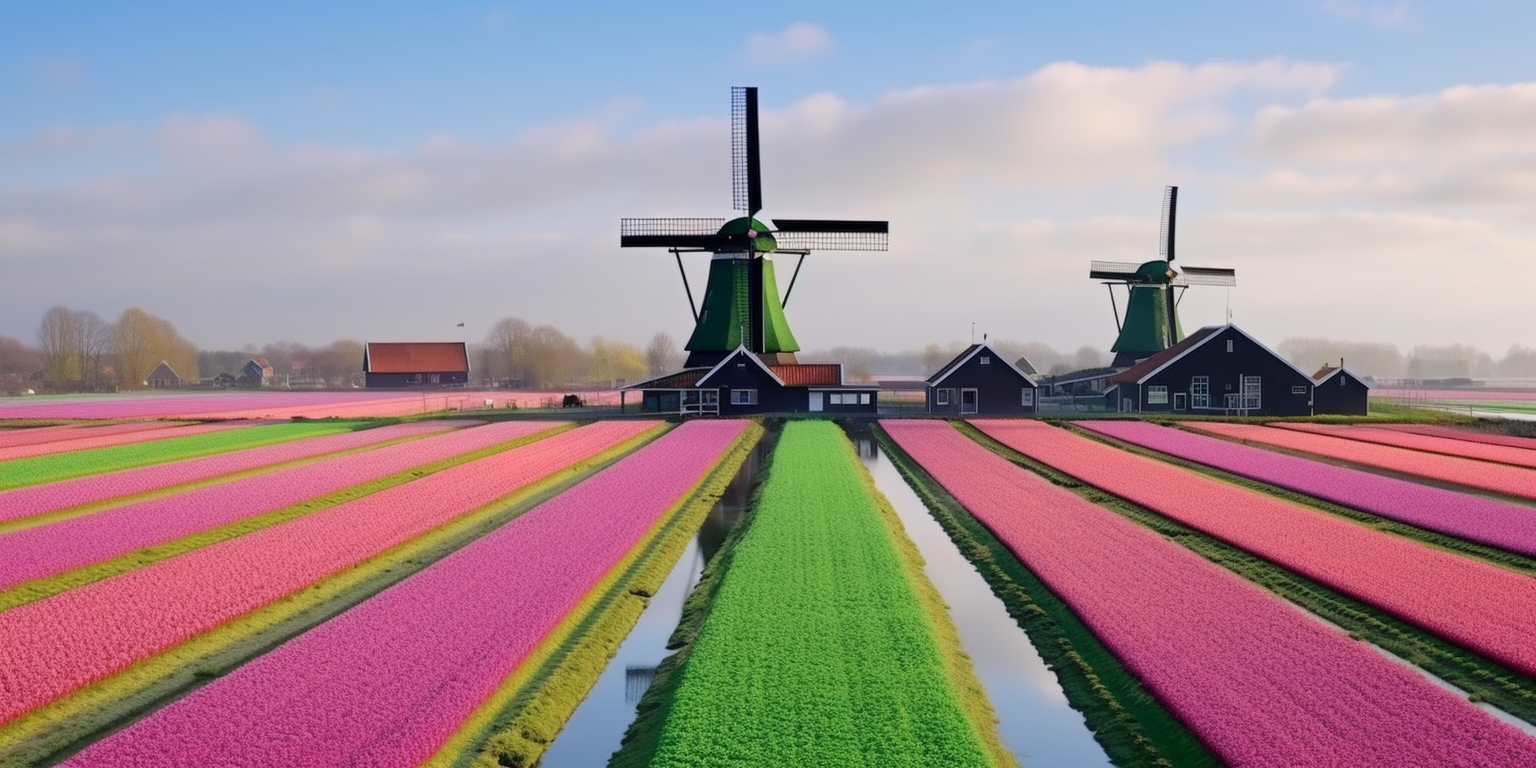
1 Zaanse Schans, Amsterdam

## Bibliografia

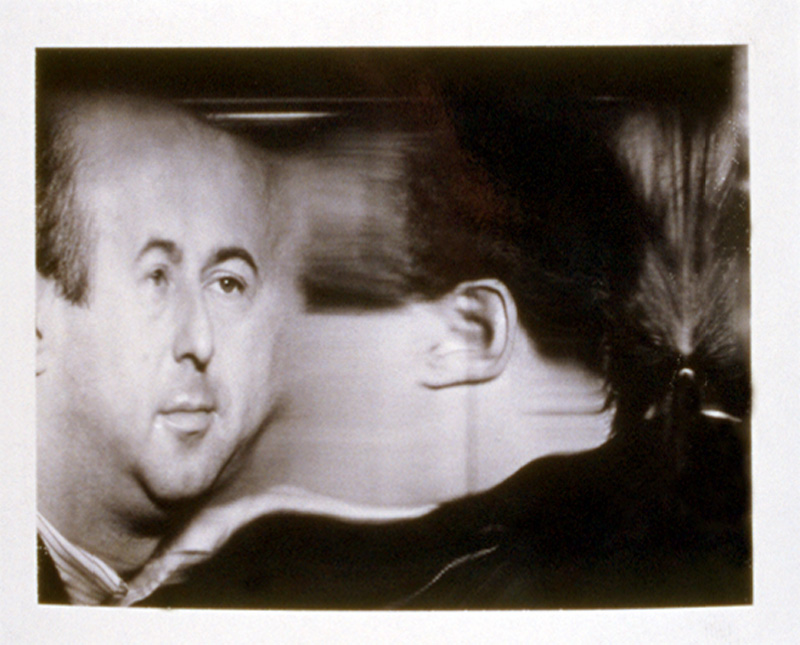
Periperial strip photography portré de Sergio Valle Duarte, New York 1990 - Foto Andrew Davidhazy, Rochester Institute of Technology